# Méav Ní Mhaolchatha
Méav Ní Mhaolchatha (AFI: /ˈmeɪv nʲiːˈweɪlxɑːhɑː/), o en su pronunciación como MAYV nee WAYL-khah-hah, más conocida simplemente como Méav, es una cantante, compositora e intérprete irlandesa especializada en la interpretación de piezas musicales tradicionales de su tierra natal. Ella fue una de las primeras vocalistas originales del conjunto Celtic Woman, que ha vendido más de siete millones de álbumes. Sus discos han alcanzado el Billboard World Music Top 10. Méav se ha caracterizado por interpretar temas en diferentes idiomas, entre ellos inglés, irlandés, francés, latín, italiano y alemán.

## Primeros años
Méav nació en Donnybrook en Dublín, Irlanda, y asistió a una escuela de habla-irlandesa. Pasó cuatro en el Trinity College y se graduó con un título en Derecho. Adquirió untítulo de posgrado en artes y luego trabajó para la Music Network en la organización de eventos culturales.

## Familia
Méav se encuentra casada con su actual marido llamado Tom con quien tiene dos hijas llamadas Anna y Catherine.

## Carrera musical
Méav viene de una familia de músicos donde comenzó a cantar a una temprana edad. Profesionalmente empezó a cantar poco después de graduarse en el Trinity College de Dublín con un título en Derecho.
Entre 1994 y 1998 Méav fue miembro del coro irlandés Anúna. Como cantante del coro y solista, grabó cuatro álbumes con Anúna: Omnis (1995), Omnis: Special Edition (1996), Deep Dead Blue (1996), y Behind the Closed Eye (1997). En 2006, se produjo una recopilación de los mejores temas en solitario de Méav en Anúna en un álbum llamado Celtic Dreams bajo el sello discográfico Valley Entertainment Records. También apareció en el espectáculo de música tradicional celta Riverdance—The Show.
Posteriormente visitó los Estados Unidos en una gira como solista con la RTÉ Concert Orchestra de Irlanda, como también Sudáfrica como solista en el show The Lord of the Dance.
Grabó su primer álbum en solitario en 1999 titulado Méav, el cual obtuvo éxito a nivel mundial y la llevó a realizar conciertos en sus giras por Japón y Corea del Sur.

## Celtic Woman
Méav obtuvo el reconocimiento internacional como miembro fundadora de la agrupación musical irlandesa Celtic Woman en 2004. Su canto es un elemento prominente de cinco CD de Celtic Woman: Celtic Woman, A Christmas Celebration, A New Journey, Celtic Woman: The Greatest Journey y Celtic Woman: Home For Christmas.
En 2005 Méav se encontraba esperando a su primera hija, lo cual hizo que tomara una licencia de maternidad para la espera del nacimiento de su hija Anna. Durante las giras de Celtic Woman, fue sustituida temporalmente por la cantante irlandesa Deirdre Shannon, pero en 2006 se reintegró al grupo para posteriormente grabar sus dos siguientes álbumes con sus correspondientes presentaciones en DVD y participar en las siguientes giras del conjunto por Estados Unidos y Japón entre 2006 y 2007. La presentación en video del álbum A Christmas Celebration se considera la última producción del conjunto en que participó oficialmente antes de su partida del grupo, ya que el álbum The Greatest Journey contiene piezas musicales recopiladas de Méav en la agrupación. Ésta repentina decisión de dejar el grupo fue por motivo de enfocarse en su carrera en solitario. Tiempo después ofreció una serie de conciertos de forma independiente en Nueva Inglaterra, EE. UU.
En el año 2009, regresó a los escenarios en su natal Dublín obteniendo excelentes críticas. También en ese año, dio a luz a su segunda hija Catherine y grabó el tema Where the Sunbeams Play para la película de Disney Tinker Bell and the Lost Treasure.
En 2010 ella fue la invitada especial del concierto navideño de Órla Fallon en Nashville interpretando en dúo con Órla la canción Do You Hear What I Hear?. Méav participó en un exitoso concierto en el Castillo de Chambord en Francia llamado "Divinas". Ya en 2012 se reintegró a Celtic Woman para participar en su segundo álbum navideño Home For Christmas, esta fue la primera vez que Méav aparecía nuevamente con el grupo después de su partida en 2007. En otoño de 2013 publicó su nuevo trabajo independiente llamado The Calling bajo el sello discográfico Warner Music.

## Discografía
- Omnis (1995)
- Omnis: Special Edition (1996)
- Deep Dead Blue (1996)
- Behind the Closed Eye (1997)
- Méav (1999)
- Silver Sea (2002)
- A Celtic Journey (2005)
- Celtic Woman (2005)
- Celtic Woman: A Christmas Celebration (2006)
- Celtic Woman: A New Journey (2007)
- Celtic Woman: The Greatest Journey (2008)
- Celtic Woman: Home For Christmas (2012)
- The Calling (2013)